# Cosma (cardinal)
Pour les articles homonymes, voir Cosma.
Cosma (né à  Milan, et mort après avril 1139) est un cardinal italien du XIe siècle et du début du XIIe siècle.  

## Biographie
Le pape Urbain II le  crée cardinal-diacre  lors du consistoire de 1088 de S. Maria in Aquiro. Cosma est légat en Ventimille. En 1125 il opte pour l'ordre des cardinaux-prêtres et le titre de S. Sabina. Le pape Honoré II le nomme légat à Pise et Gênes.
Cosma participe   à l'élection des papes Gélase II en 1118 et Honoré II en 1124, et à l'élection de l'anti-pape Anaclet II en 1130. Il est envoyé au couronnement du roi Roger II de Sicile à Palerme en 1130. Cosma se soumet au pape légitime et il est rétabli comme cardinal en 1138 avec les autres cardinaux, qui avaient suivi l'anti-pape. Lors du deuxième concile du Latran en 1139, le pape révoque sa décision et dépose Cosma et les autres cardinaux.